# Otta (vattendrag)

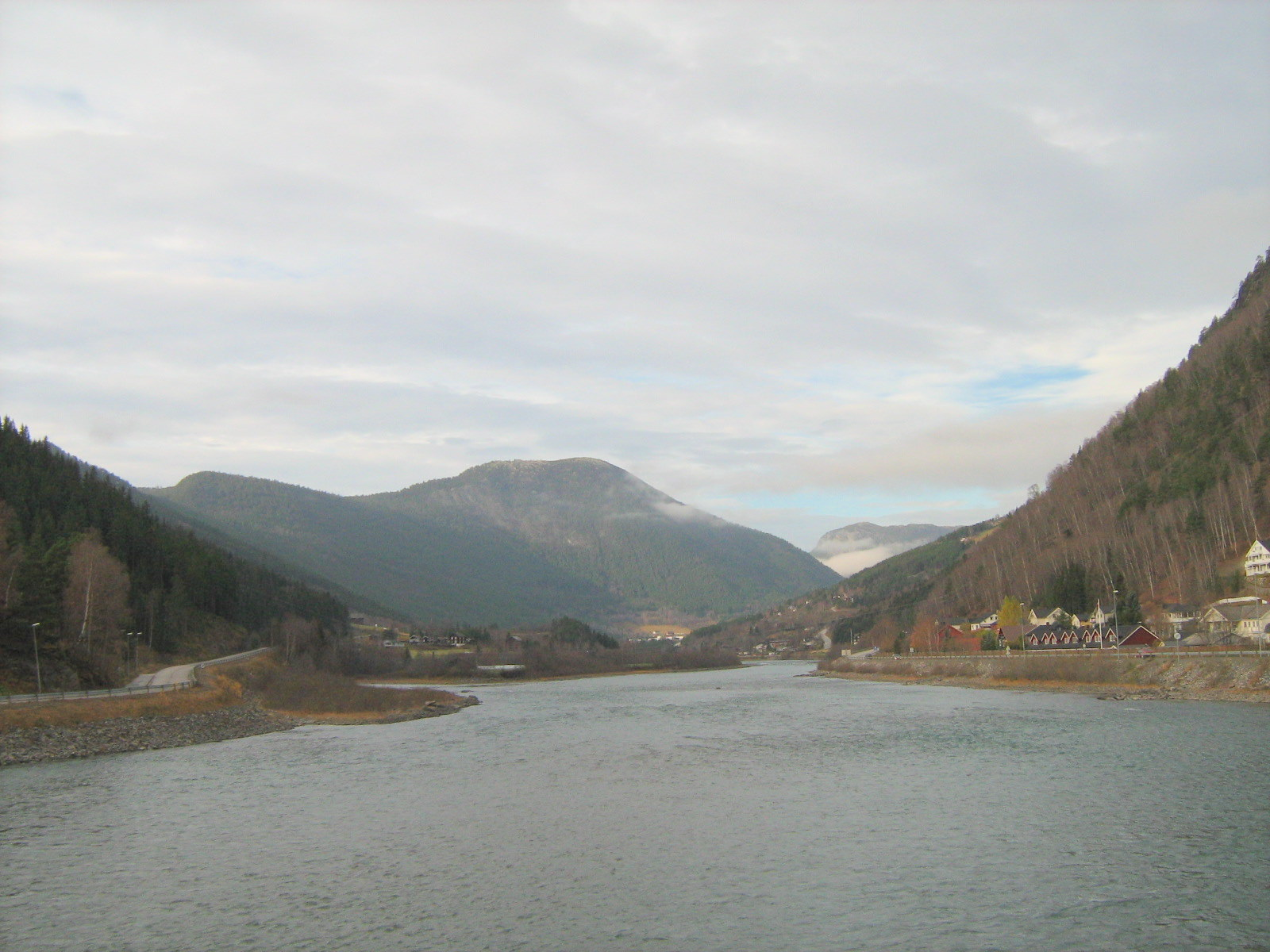
Älven Otta vid staden Otta.

Otta är en älv i Innlandet fylke i Norge. Den utgör en biflod till Gudbrandsdalslågen.
Otta har sina källor sex kilometer innanför Geirangerfjorden, flyter genom Skjåks, Loms och Vågå kommuner, mottar ett tillflöde från Jotunheimen i söder, bildar sjön Vågåvatnet och mynnar i Gudbrandsdalslågen vid staden Otta i Sels kommun.